# Мюссера
Мы́сра / Мюссе́ра (абх. Мысра; груз. მიუსერა — Миусе́ра) — посёлок городского типа в Абхазии, в Гудаутском районе частично признанной Республики Абхазия, согласно административному делению Грузии — в Гудаутском муниципалитете Абхазской Автономной Республики, на 8 км южнее Пицунды.
Расположен на побережье Чёрного моря, в Пицундско-Мюссерском заповеднике, недалеко от одноимённой реки. В посёлке расположен пансионат им. Лакоба, также дача И. В. Сталина и дача М. С. Горбачёва. Они находятся в 15 км от автодороги М-1 Псоу — Сухум и Абхазской железной дороги. В 2 км от посёлка находятся руины раннесредневекового христианского храма — трёхапсидной базилики.
Исторически является посёлком селения Мгудзырхуа.
В селе расположена одноимённый железнодорожный разъезд.

## Этимология
По мнению учёного Валерия Кварчия, посёлок Мысра, а также одноимённая река (Мсра) и её ущелья абх. Мсырҭа не обладают исходной формой. Согласно карте 1843 года, здесь располагался населённый пункт Псыры, что неотделимо от основы Псырдзха — абхазского названия реки и Нового Афона. По-видимому, в недавнем прошлом Псыры трансформировалось в Мсыры, Мысры — современное название реки.
На уровне легенды Мысра увязывается с абхазским Мсыр — «Египет». Согласно Мибчуани, Мюссера (из Миусра) по-свански значит «снежная». Посёлок расположен на высокой горе и снег здесь лежит довольно долго. Однако во всех источниках Мысра (в русской передаче Мюссера) фиксируется как название речки, впадающей в море и местности у её устья. В начале XIX века здесь был основан колонистом А. Г. Лианозовым курортный посёлок, названный им «Мюссера» из абхазского Мысра, Мысыра. Последний, превратившийся в советское время в правительственный курорт, представляет собой один из самых тёплых пунктов Черноморского побережья Кавказа. Поэтому перевод названия Мысра с его русской передачей Мюссера со сванского языка как «снежная» ставится под сомнение.
Другую версию выдвинул X. С. Бгажба, сближающий топогидроним Мысра (Мыс-ра) с основой этнонима мисс-яне и родовым именем мсаа. Антропоним мсаа встречается и в форме мсыр, мсыраа. На Северном Кавказе известно абазинское село Мсыраа ркыт («село Мсыровых»), а также местность Мсыр игәаҩара («Мсырова впадина»). В Абхазии же бытовала фамилия Мысыр-ипа.

## Население
| Численность населения | Численность населения | Численность населения | Численность населения | Численность населения | Численность населения | Численность населения |
| 1959                  | 1989                  | 2003                  | 2011                  | 2015                  | 2016                  | 2017                  |
| --------------------- | --------------------- | --------------------- | --------------------- | --------------------- | --------------------- | --------------------- |
| 165                   | ↗447                  | ↘74                   | ↘50                   | ↗53                   | ↘51                   | ↗53                   |
| 2018                  | 2019                  | 2020                  |                       |                       |                       |                       |
| ↗57                   | ↗60                   | ↘59                   |                       |                       |                       |                       |

По данным переписи 1959 года в селе Мюссера проживало 165 человек, большинство которых составляли русские.
Население в 1989 году составляло 447 человек, среди которых преобладали русские и абхазы.
По данным переписи 2011 года численность населения пгт Мысра составила 50 жителей, из них 36 человек — абхазы (72,0 %), 11 человек — русские (22,0 %), 3 человека — другие (6,0 %).